# 公司註冊處 (愛爾蘭)
公司註冊處（英語：Companies Registration Office）是愛爾蘭的公司注册机构。該處隸屬於企業、貿易和就業部。

## 核心功能
- 組建公司及商業名稱註冊
- 接收及註冊組建公司後的文件
- 執行2014年公司法所訂明的、公司必須負上的責任
- 保障公眾知情權

## 外部連結
- 官方网站